# Entedoninae
Gli Entedoninae Förster, 1856, sono una sottofamiglia di insetti della famiglia degli Eulofidi (Hymenoptera Chalcidoidea) comprendente specie parassitoidi primarie o iperparassite.

## Descrizione
Gli Entedonini presentano un marcato sviluppo del mesonoto, che anteriormente nasconde il pronoto alla vista dorsale e posteriormente, con lo scutello, ricopre il metanoto e il propodeo. I notauli sono del tutto assenti oppure incompleti. Nelle specie prive di notauli le axille sono protese verso la regione mediana del mesoscuto e i loro margini prossimali possono essere scambiati erroneamente per i notauli. Sullo scutello sono presenti uno o più paia di setole piuttosto piccole.
La venatura dell'ala anteriore mostra una soluzione di continuità nel punto di collegamento fra la vena submarginale e la vena marginale. La vena marginale è lunga, quella stigmale breve. Sulla vena submarginale sono presenti due setole.

## Biologia
Gli Entedonini si comportano come endoparassiti, solitari o gregari, primari oppure secondari. Di norma attaccano stadi preimmaginali di altri insetti, ma alcune specie si comportano come parassitoidi a regime oofago, a spese di Imenotteri o Coleotteri.
Gli ospiti primari rientrano in vari gruppi sistematici, fra i quali si annoverano microlepidotteri fillominatori, Ditteri (soprattutto Agromyzidae e Cecidomyiidae), Coleotteri (Scolytidae, Curculionidae, Chrysomelidae, ecc.), Tisanotteri, Rincoti (Aleyrodidae), Imenotteri fillominatori.

## Inquadramento sistematico
La sottofamiglia degli Entedonini si suddivide in circa 90 generi comprendenti oltre 1300 specie. Questa categoria sistematica è stata interessata da diverse revisioni e, presumibilmente, la sua sistematica interna sarà ancora oggetto di ulteriori modifiche, dal momento che molti generi comprendono una sola specie di cui potrebbe essere rivista la collocazione sistematica sulla base delle ricerche genetiche. Alcune classificazioni dividono la sottofamiglia in tribù ma questa classificazione non è da tutti condivisa.
Facendo riferimento all'Universal Chalcidoidea Database , la sottofamiglia comprende i seguenti generi:
- Acanthala
- Achrysocharoides
- Alachua
- Aleuroctonus
- Ambocybe
- Ametallon
- Apleurotropis
- Astichomyiia
- Atullya
- Baeoentedon
- Bombyiabius
- Bridarolliella
- Cabeza
- Ceranisus
- Chrysocharis
- Chrysocharodes
- Chrysonotomyia
- Closterocerus
- Clypecharis
- Clypomphale
- Colpixys
- Dasyomphale
- Davincia
- Derostenoides
- Derostenus
- Dinopteridion
- Driopteron
- Dubeyiella
- Edovum
- Emersonella
- Encyrtomphale
- Entedon
- Entedonomphale
- Entedononecremnus
- Epichrysoatomus
- Eprhopalotus
- Euderomphale
- Goetheana
- Grahamia
- Grassator
- Horismenoides
- Horismenus
- Ionympha
- Itahipeus
- Klyngon
- Kokandia
- Kratoysma

- Mestocharis
- Microdonophagus
- Monteithius
- Monterrondo
- Myrmobomyia
- Myrmokata
- Neopediobopsis
- Neopomphale
- Obesulus
- Omphale
- Omphalentedon
- Oradis
- Paphagus
- Paracrias
- Parahorismenus
- Parpholema
- Parzaommomyia
- Pediobius
- Pediobomyia
- Pediobopsis
- Pediocharis
- Pelorotelus
- Perditorulus
- Piekna
- Platocharis
- Pleurotropopseus
- Pleurotroppopsis
- Podkova
- Pomphale
- Proacrias
- Rhynchentedon
- Sanyangia
- Sarasvatia
- Schizocharis
- Shardiella
- Sifraneurus
- Sporrongia
- Tanava
- Thripobius
- Trisecodes
- Tropicharis
- Urfacus
- Uroderostenus
- Xenopomphale
- Xiphentedon
- Zaommomentedon
- Zaommomyiella